# Kakaró
Kakaró, 1910 és 1919 között Kőkaró (románul: Joia Mare, korábban Căcărău) falu Romániában, Arad megyében.

## Fekvése
Borossebestől 12 kilométerre délkeletre, a Fehér-Körös bal partján fekszik.

## Nevének eredete
Neve ismeretlen eredetű. Először 1439-ben említették mint Kakarofalva és Kakaro. Egy vármegyei tisztviselőben már 1806-ban felmerült, hogy nevét Kőkaró-ra változtassa. Román nevét 1919-ben a román hadsereg ezredese, Constantin Păulian parancsára változtatták meg a 'nagycsütörtök' jelentésű maira, mivel nagycsütörtök napján foglalta el a magyar Vörös Hadseregtől.

## Története
A 15–16. században a világosi uradalom falva volt, 1746-ig Zaránd, majd Arad vármegyéhez tartozott. 1605-ben puszta, és följegyzik róla, hogy „sohul egy ember nem lakta sok edőtül fogva”. 1755-ben tíz házból állt, ortodox lakói a később Buttyinhoz csatolt Barda egyházához tartoztak. Ezután építették első saját fatemplomukat. Fontosabb bevételt a gyümölcstermesztés, fakereskedelem és szilvapálinka-főzés jelentett lakói számára.
1880-ban 322 lakosa közül 308 volt román, 10 cigány és 3 német anyanyelvű; 318 ortodox, 2 római katolikus és 2 zsidó vallású.
2002-ben 207 lakosa közül 206 volt román nemzetiségű; 165 ortodox, 27 baptista és 12 pünkösdista vallású.